# Sarkokokka

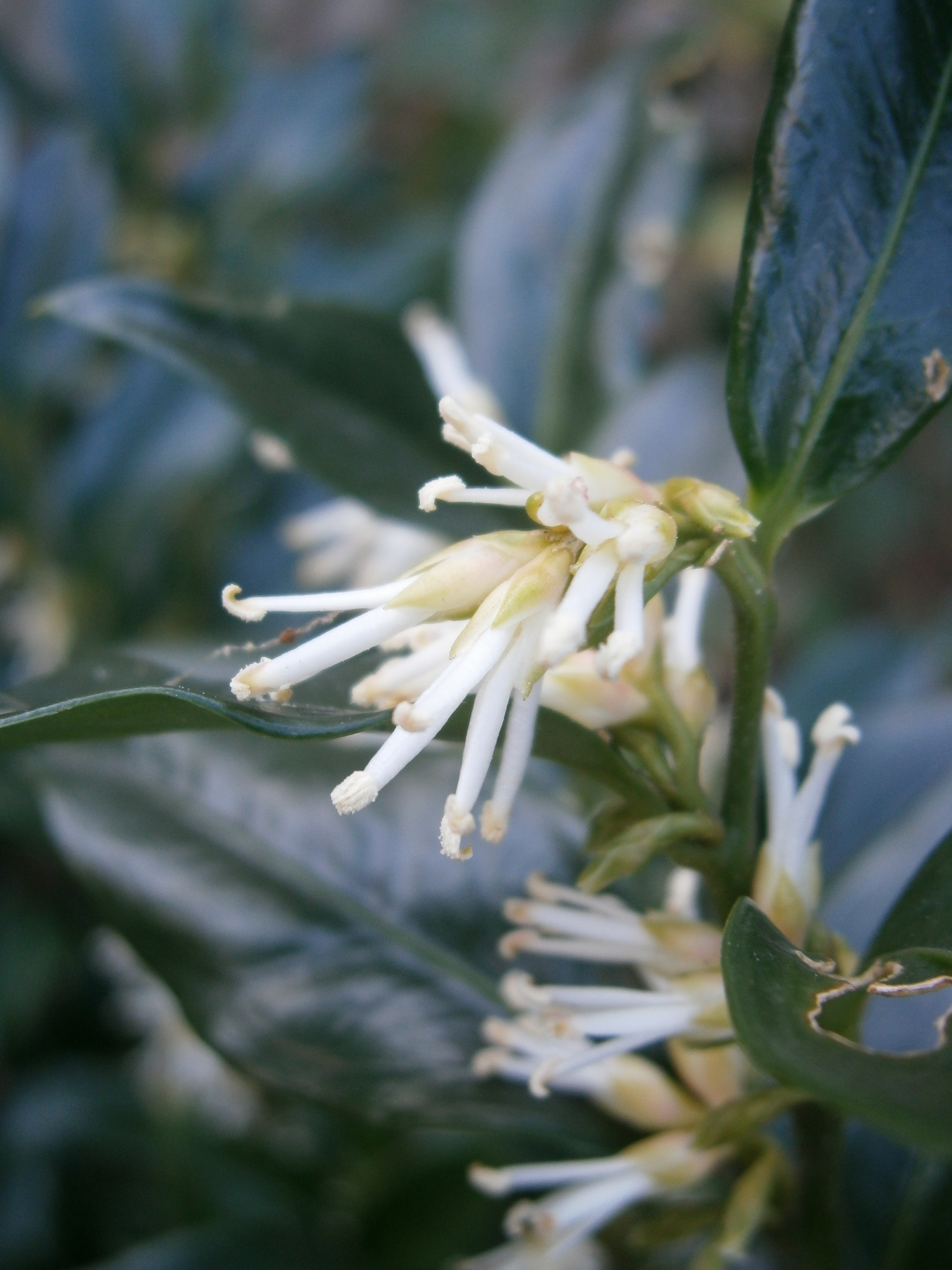
Sarcococca confusa

Sarkokokka (Sarcococca Lindl.) – rodzaj roślin należący do rodziny bukszpanowatych (Buxaceae). Obejmuje od 11 do ok. 20 gatunków. Rośliny te występują naturalnie w Azji Południowo-Wschodniej (centrum zróżnicowania jest w Chinach, gdzie rośnie 9 gatunków). Jeden gatunek występuje w Ameryce Centralnej (S. conzattii rosnący w Gwatemali i południowym Meksyku). Jeden gatunek uprawiany (S. confusa) nie jest znany z natury, prawdopodobnie jest pochodzenia mieszańcowego. Są to rośliny występujące w podszycie leśnym. Ich kwiaty zapylane są przez owady (przy czym nektar wytwarzany jest tylko w kwiatach żeńskich). Rośliny zawierają alkaloidy.
Różne gatunki uprawiane są jako ozdobne, głównie jako rośliny okrywowe. Cenione są też ze względu na silnie aromatyczne kwiaty, a S. hookeriana jest opisywany jako jeden z efektowniej pachnących gatunków roślin.

## Morfologia
PokrójZimozielone krzewy osiągające do 1 m wysokości, rozrastające się za pomocą odrostów. Pędy zwykle prosto wzniesione, nagie lub owłosione.
LiścieSkrętoległe, pojedyncze, krótkoogonkowe i skórzaste, całobrzegie, wąskolancetowate i długo zaostrzone na wierzchołku. Użyłkowanie liścia pierzaste lub z nasady blaszki wychodzą trzy główne żyłki.
KwiatyDrobne, promieniste, rozdzielnopłciowe (rośliny jednopienne). Kwiaty wyrastają w kątach liści zebrane w luźne pęczki czasem z kwiatami tylko jednej płci, czasem obu. W kwiatach męskich występuje okwiat w postaci czterech działek oraz cztery pręciki. W kwiatach żeńskich listków okwiatu jest 4–6. Zalążnia górna z dwoma lub trzema komorami i odpowiednio dwiema lub trzema rozchylonymi, krótkimi szyjkami słupka zwieńczonymi zbiegającym po nich znamieniem.
OwoceMięsiste (czasem zasychające), kuliste lub jajowate pestkowce barwy czerwonej, fioletowej lub czarnej, zawierające 1–2 półkuliste nasiona. Na szczycie owocu zachowują się krótkie (do 2 mm) szyjki słupka.

## Systematyka
Pozycja systematyczna
Rodzaj z rodziny bukszpanowatych Buxaceae, w obrębie której należy do plemienia Sarcococceae (tzn. jest bliżej spokrewniony z runianką Pachysandra i Styloceras, niż z bukszpanem Buxus). 
Wykaz gatunków
- Sarcococca balansae Gagnep.
- Sarcococca bleddynii J.M.H.Shaw & V.D.Nguyen
- Sarcococca confertiflora Sealy
- Sarcococca confusa Sealy
- Sarcococca conzattii (Standl.) I.M.Johnst.
- Sarcococca coriacea (Hook.) Sweet
- Sarcococca hookeriana Baill. – sarkokokka Hookera[5]
- Sarcococca longifolia M.Cheng & K.F.Wu
- Sarcococca longipetiolata M.Cheng
- Sarcococca orientalis C.Y.Wu
- Sarcococca ruscifolia Stapf
- Sarcococca saligna (D.Don) Müll.Arg.
- Sarcococca wallichii Stapf
- Sarcococca zeylanica Baill.